# Mazarati
Mazarati — американская ритм-н-блюз группа, основанная в Миннеаполисе в середине 1980-х Принсом Роджерсом Нелсоном, более известным как Принс, и басистом The Revolution Брауном Марком. Существовала до конца 1980-х. 
Единственным хитом группы была песня «100 MPH», которая была написана и соспродюсирована Принсом.

## Дебют наPaisley Park Records
Группа известна несколькими песнями, которые они не выпускали.  В частности, песня «Kiss» в демоверсии, была переделана из краткого блюзового трека в уникальный фанк номер.  После прослушивания демо Принс добавил гитару и свой фирменный фальцет.  «Kiss» в изменённой версии вошёл в альбом «Parade» (1986).  В альбоме песня стала хитом № 1, а также получила премию Грэмми.  
Другая песня Mazarati была взята от группы The Time и называлась «Jerk Out».  Песня не вошла ни в один альбом и была издана синглом лишь в 1990 году, сразу взлетев на вершины хит-парадов.   
1 июля 1986 группа исполнина песни «Player’s Ball», «I Guess It’s All Over» и «100 MPH» на премьере фильма Под вишнёвой луной.

## После Paisley Park
Группа продолжила своё существование после сотрудничества с Принсом[когда?] и выпустила свой второй альбом, «Mazarati 2» на лейбле Motown Records.  В альбом вошли синглы The Saga of a Man и The Woman Thang. Этот проект отображает музыку той эпохи, которой руководил жанр Нью-джек-свинг.  Браун Марк и бывший участник (а также основатель) группы Klymaxx Бернадетт Купер вместе спродюсировали этот альбом. «Mazarati 2» имел небольшой успех, и с началом дистрибуции на LP и CD в ограниченном количестве был издан как промо в Канаде. Эти копии альбома высоко ценятся коллекционерами.

## Концерт воссоединения
The Prince Family Reunion в ночном клубе Cabooze (Миннеаполис), было местом, где группа воссоединилась[когда?] на время одного концерта и выступила ещё раз.  Билеты продавались за 2 доллара.  Деньги полученные от концерта были пожертвованы в Дом Христиан Миннеаполиса.

## Mazarati Revisited
Летом 2011 бывшие члены группы Крейг "Screamer" Пауэл и Марвин Ган начали воссоединение Mazarati, надеясь вернутся к звуку и душе расспавшийся группы, в то же время желая развиваться в ногу со временем. Дуэт был назван «Mazarati Revisited».
Над первыми шоу, турами и альбомами велась активная работа, но...

## Дискография

### Альбомы
- Mazarati (1986), Paisley Park
- Mazarati 2 (1989), Motown (Канада)

### Синглы
- Players' Ball / I Guess It's All Over (1986), Paisley Park
- 100 MPH / Don't Leave Me Baby (1986) #19 U.S. R&B , Paisley Park
- Stroke / Champagne Saturday (1986), Paisley Park
- The Saga Of A Man (1989), Motown
- The Woman Thang (1989), Motown